# 博比·鲁索
博比·鲁索（法語：Bobby Rousseau，1940年7月26日—），加拿大男子冰球运动员，场上位置是前锋。他曾代表加拿大参加1960年冬季奥林匹克运动会冰球比赛，获得一枚银牌。